# 內田
內田，是臺灣嘉義縣布袋鎮的一個傳統地域名稱，位於該鎮西北部。相較於今日行政區，其範圍大致包括龍江里、新厝里不含東部邊界地帶中段、見龍里、興中里東半部及北部西側凸出部分、岑海里東半部不含本島部分東南端（昔日為河道及沙洲）、岱江里西部（昔日為河道及沙洲），以及東石鄉的掌潭村南端（昔日為河道及沙洲）。

## 歷史
臺灣日治初期，內田地區為一（舊制）街庄，稱為「內田庄」，隸屬於大坵田西堡。該庄昔日北隔溪流及沙洲與掌潭庄為界，東北隔溪流與過溝庄為界，東與考試潭庄為鄰，東南邊為前東港庄，南邊以陸地及溪流與布袋嘴庄為界，西南邊隔鹽水溪（今溪墘大排水，但下游已改道）與新塭庄沙洲為界，西北邊臨臺灣海峽。
1901年（日治明治三十四年）11月11日，全臺廢縣廳改設二十廳，該庄隸屬於嘉義廳。1904年（明治三十七年）2月20日，該庄編入「布袋嘴區」，隸屬於嘉義廳。同年4月1日，布袋嘴區改隸屬於鹽水港廳。1909年（明治四十二年）10月，全台合併二十廳為十二廳，布袋嘴區改回隸屬於嘉義廳。1920年（大正九年）10月1日，全臺地方制度大改正，廢十二廳改設五州二廳，該庄改制為「內田」大字，隸屬於臺南州東石郡布袋庄（新制街庄）。
戰後布袋庄改制為布袋鄉，隸屬於臺南縣，大字亦改制為村。1948年（民國37年）10月18日，布袋鄉改制為布袋鎮，村亦改制為里。1950年（民國39年）10月25日，雲、嘉、南分治，布袋鎮改隸屬嘉義縣。

## 聚落
本地區發展較早的聚落有內田、新厝仔等，在日治期初期的官方地圖上已有記載。

## 交通

### 道路
省道台17線又稱「西部濱海公路」，是臺中市清水區甲南至屏東縣枋寮鄉水底寮的幹道，經過本地區新厝仔聚落。由該道向北北東可前往東石鄉、雲林縣口湖鄉西部、四湖鄉西部、臺西鄉等地；向東南微南可前往臺南市北門區、將軍區、七股區、安南區等地。
省道台61線又稱「西部濱海快速公路」，目前通車路段北起新北市八里區臺北港，南至臺南市七股區九塊厝，經過本地區西部，並在「第三漁港連絡道」交會處設有布袋一交流道。本地區可經由省道台17線、第三漁港連絡道、布袋一交流道進入省道台61線，由此可快速前往台灣西部沿海各地。
縣道172號是布袋鎮布袋市區至中埔鄉澐水的道路。
鄉道嘉19線是新厝至大寮的道路。
鄉道嘉20線是新厝至考試潭的道路。
鄉道嘉21線是後壁寮至後東港的道路。

### 港口
- 布袋港

## 學校
- 布袋國小

## 公務機構
- 布袋鎮衛生所